# HD 130458
HD 130458 (HR 5520) är en dubbelstjärna i den mellersta  delen av stjärnbilden Paradisfågeln. Den har en kombinerad skenbar magnitud av ca 5,80 och är svagt synlig för blotta ögat där ljusföroreningar ej förekommer. Baserat på parallaxmätning inom Hipparcosuppdraget på ca 9,9 mas, beräknas den befinna sig på ett avstånd på ca 330 ljusår (ca 101 parsek) från solen. Den rör sig bort från solen med en heliocentrisk radialhastighet på ca 31 km/s.

## Egenskaper
Primärstjärnan HD 130458 A är en gul till vit jättestjärna av spektralklass G7 IIIa. Den har en massa som är ca 2,5 solmassor, en radie som är ca 8,3 solradier och har ca 55 gånger solens utstrålning av energi från dess fotosfär vid en effektiv temperatur av ca 5 300 K.
Följeslagaren är en underjättestjärna av spektralklass F9 IV som ligger separerad med 2,167 bågsekunder (2008) från primärstjärnan.